# Riff
Il riff è una frase musicale (ossia una successione di note con una propria identità espressiva) che si ripete frequentemente all'interno di una composizione e che viene utilizzato di solito come accompagnamento. Il termine è probabilmente un'abbreviazione e alterazione di refrain
Nella musica jazz si caratterizza come una breve frase musicale, semplice, generalmente facile da ricordare, destinata a durare più o meno a lungo, normalmente utilizzata come sottofondo a improvvisazioni solistiche, ma che può anche costituire il nucleo di un brano musicale.
Più in generale la parola riff denota brevità, ripetizione e tensione ritmica ed è spesso associata a uno specifico strumento differisce quindi dall'assolo, che è caratterizzato in genere da un certo virtuosismo, senza ripetizione della melodia, ma solo delle strutture armoniche.
Per cellule ripetitive più prolungate o  rilassate si usa talvolta il termine groove: quest'ultimo è associato a un ritmo marcato e divertente in contrapposizione al ritmo melodico del riff.
Generalmente il riff viene usato soprattutto per dare più musicalità ad un testo.